# Stathmopoda ficipastica
Stathmopoda ficipastica is een vlinder uit de familie Stathmopodidae. De wetenschappelijke naam van de soort is voor het eerst geldig gepubliceerd in 1974 door Bradley.